# Serie cinematográfica
Una serie cinematográfica, también conocida como "serie fílmica" o "serie de películas" es un conjunto de películas relacionadas de forma sucesiva compartiendo un mundo común diegético. Cada película va seguida de una siguiente, que puede ser una secuela o continuación de la anterior, o una precuela o historia anterior que acontece antes de la película principal. 
La serie cinematográfica más larga de la historia del cine es la de The Story of Wong Fei Hung, iniciada en Hong Kong en 1949, que llegó a alcanzar 89 películas.
Una serie cinematográfica no debe confundirse con un serial cinematográfico, que es otro género de cine basado en la producción de entregas serializadas en las que cada episodio no posee una unidad argumental en sí misma y sus tramas son abiertas para su resolución en entregas posteriores, y en la que además su sistema de producción ya ha previsto la duración de la misma. 

## Nomenclatura
| Número de películas | Tipo de serie |
| ------------------- | ------------- |
| General             | Saga          |
| Serie de 2          | Bilogía       |
| Serie de 3          | Trilogía      |
| Serie de 4          | Tetralogía    |
| Serie de 5          | Pentalogía    |
| Serie de 6          | Hexalogía     |
| Serie de 7          | Heptalogía    |
| Serie de 8          | Octología     |
| Serie de 9          | Enealogía     |
| Serie de 10         | Decalogía     |